# Centre de Cultura Popular de Sant Andreu
El Centre de Cultura Popular de Sant Andreu és un centre de promoció de la cultura popular a Barcelona situat sota la plaça de Can Galta Cremat -nom popular d'una antiga fàbrica tèxtil que hi havia en aquest indret- ubicada al Carrer d'Arquimedes, 30 del Districte de Sant Andreu. És la seu de diverses entitats d'arrel tradicional catalana d'aquest districte: l'Associació de Puntaires de Sant Andreu, La Bastonera de Sant Andreu, el Foment Sardanista Andreuenc, els Geganters i Grallers de Sant Andreu, la Germandat de Trabucaires, Grallakatú, Sambandreu, La Satànica de Sant Andreu, els Timbalers de Sant Andreu i Zingària, Associació de dones per a la recuperació de danses mediterrànies. També hi tenen la seu algunes entitats d'àmbit de ciutat o nacional: TEB (Taller Escola Barcelona), la Coordinadora de Ball de Bastons de Catalunya, la Coordinadora de Trabucaires de Catalunya i la Federació Catalana dels Tres Tombs. Aquestes entitats són un dels principals motors de la vitalitat cultural d'aquest districte, en el qual tenen lloc esdeveniments d'allò més arrelats i participatius com la Festa Major i els Tres Tombs, que se celebren amb motiu de Sant Antoni Abat. D'altra banda, el Centre Municipal de Cultura Popular de Sant Andreu és escenari de trobades, conferències, xerrades, exposicions, projeccions i tallers d'activitats de cultura tradicional.